# Toyota TF103
O TF103 é o modelo da Toyota da temporada de 2003 da Fórmula 1. Condutores: Cristiano da Matta e Olivier Panis.

## Resultados[1]
(legenda) 
| Ano  | Chassis | Motor             | Pneus | N° | Pilotos            | 1   | 2   | 3   | 4   | 5   | 6   | 7   | 8   | 9   | 10  | 11  | 12  | 13  | 14  | 15  | 16  | Pontos | Posição |  |
| ---- | ------- | ----------------- | ----- | -- | ------------------ | --- | --- | --- | --- | --- | --- | --- | --- | --- | --- | --- | --- | --- | --- | --- | --- | ------ | ------- |  |
|      |         |                   |       |    |                    |     |     |     |     |     |     |     |     |     |     |     |     |     |     |     |     |        |         |  |
|      |         |                   |       |    |                    | AUS | MAL | BRA | SMR | ESP | AUT | MON | CAN | EUR | FRA | GBR | GER | HUN | ITA | USA | JAP |        |         |  |
| 2003 | TF103   | Toyota RVX-03 V10 | M     | 20 | Olivier Panis      | Ret | Ret | Ret | 9   | Ret | Ret | 13  | 8   | Ret | 8   | 11  | 5   | Ret | Ret | Ret | 10  | 16     | 8º      |  |
| 2003 | TF103   | Toyota RVX-03 V10 | M     | 21 | Cristiano da Matta | Ret | 11  | 10  | 12  | 6   | 10  | 9   | 11  | Ret | 11  | 7   | 6   | 11  | Ret | 9   | 7   | 16     | 8º      |  |